# アーキテクツ・スタジオ・ジャパン
アーキテクツ・スタジオ・ジャパン株式会社は、「建築家との家づくり」を訴求ポイントとし、全国の建築家、建設会社、顧客とを結びつけ顧客が望む住宅・商業施設等を供給するサービス事業を行う企業。
プラットホームとなるASJ建築家ネットワークを立ち上げ、約3,000人の建築家が登録している。また全国で施工をになう建築会社「建築家の専門店」を配備。住宅・リフォーム・商業施設等の建設計画がある顧客に、建築家を活用した建物づくりの場を提供し、計画から完成までをサポートする。

## 主な事業
プロデュース事業
日本最大級の建築家ネットワークを通じて、建築家と顧客とをマッチング。全国各地のスタジオや定期開催のイベントで、建築家と出逢いおよび話し合いの場を提供し、コンシュルジュが資金計画、土地探し、施工会社の紹介等をサポートする。
ネットワーク事業
日本最大級の建築家ネットワーク（ASJ建築家ネットワーク）を運営。
登録数：建築家　2,980名（※2022年12月現在）、工務店　数百社
文化事業
建築家、学生の支援、建築に理解のある諸外国文化の啓蒙など、日本の建築文化の向上に係る文化活動を実施
出版事業
以下の書籍・情報誌を発行
- 月刊情報誌「A-Style Monthly」
家に関する総合情報誌（会員への無料配布）
- 月刊誌「CASABELLA JAPAN」
イタリアの建築雑誌「CASABELLA」の日本語版

## 沿革
- 2007年11月 - 大阪市中央区に、ASJ建築家ネットワーク事業の運営を主な事業目的としたアーキテクツ・スタジオ・ジャパン株式会社（資本金803千円）を設立。
- 2008年1月 - 本店を東京都港区港南に移転するとともに、旧本店所在地に大阪支店を新設イーケンセツ・ドットコム株式会社よりASJ建築家ネットワーク事業を譲受
- 2013年12月 - 東京証券取引所マザーズ市場に株式を上場
- 2014年4月 - ASJ常設展示場（ASJ YOKOHAMA CELL）を横浜市西区に開設
- 2016年4月 - ASJ常設展示場（ASJ TOKYO CELL）を東京都千代田区に開設
- 2017年1月 - 本店を東京都港区浜松町に移転。大阪支店を大阪市北区堂山町に移転
- 2019年5月 - ASJ常設展示場（ASJ Yokohama Satellite）を横浜市西区に開設
- 2021年12月 - 会社分割により、連結子会社TEMPO NETWORK株式会社を設立
- 2022年4月 - 東京証券取引所の市場再編に伴い、マザーズ市場からグロース市場へ移行。連結子会社CONSTRUCTION NETWORK株式会社を設立

## 事務所
- 大阪事務所 - 大阪府大阪市北区堂山町3-3 日本生命梅田ビル 4F

### ショールーム
- ASJ TOKYO CELL【東京】- 東京都千代田区丸の内3-4-2　新日石ビル1F
- ASJ UMEDA CELL【大阪・梅田】- 大阪市北区角田町8-1　大阪梅田ツインタワーズ・ノース24F
- ASJ Yokohama Satellite【横浜】- 神奈川県横浜市都筑区中川1-4-1　ハウスクエア横浜 住まいの情報館1F
- ASJ Shonan Satellite【湘南】- 神奈川県鎌倉市稲村ヶ崎1-16-13　1FB

## 役員構成
- 代表取締役社長：丸山雄平
- 取締役：山口裕司
- 社外取締役：石塚亮平
- 社外取締役：山並憲司
- 社外取締役：新城正明
- 社外取締役：黒木博之
- 常勤監査役：和泉利治
- 社外監査役：山下和広
- 社外監査役：志村誠一郎

## 関連会社
連結子会社
- TEMPO NETWORK株式会社
- CONSTRUCTION NETWORK株式会社